# Кожух Ніна Федорівна
Ніна Федорівна Кожух (18 липня 1945, Яковлеве, Бєлгородська область, РРСФР, СРСР — 29 жовтня 2018) — радянська українська тренерка з плавання, доцент кафедри водних видів спорту Національного університету фізичного виховання і спорту України. Заслужений тренер УРСР (1971), Заслужений тренер СРСР, Заслужений тренер України, Заслужений працівник фізичної культури і спорту України.

## Життєпис
Народилася 18 липня 1945 року в селищі Яковлеве Бєлгородської області СРСР.
У 1969 році закінчила Харківський педагогічний інститут (нині Харківський національний педагогічний університет імені Григорія Сковороди). Працювала старшою тренеркою СДЮШОР з плавання Харківського (Харків, 1963—1987) та Кримського (Сімферополь, 1987—1997) рад спортивного товариства «Динамо». У 1974 році була визнана найкращим дитячим тренером в СРСР.
З 1998 року є тренеркою збірної команди України з плавання.
Н. Ф. Кожух підготувала ряд відомих плавців СРСР і України, серед яких Заслужені майстри спорту, 15 Майстрів спорту міжнародного класу, понад 150 Майстрів спорту. У їх числі — А. Заславська, Я. Клочкова, Л. Крутакова, Н. Попова, А. Маначинський та інші.
Була вдовою Олександра Кожуха, також заслуженого тренера України з плавання. У Харкові проводяться щорічний «Всеукраїнський юнацький турнір з плавання на призи заслужених тренерів України Ніни та Олександра Кожухів».

## Відзнаки, нагороди та звання
- Майстер спорту СРСР з плавання
- 1971 — Почесна грамота Верховної Ради України
- 1971 — Заслужений тренер УРСР
- 1976 — Почесна грамота Верховної Ради України
- 1998 — Заслужений працівник фізичної культури і спорту України[6]
- 2000 — Орден княгині Ольги III ступеня[7]
- 2002 — Медаль «За трудову доблесть»
- 2004 — переможниця конкурсу «Людина року» України в номінації «Тренер року»
- 2004 — Орден княгині Ольги II ступеня[8]
- 2006 — диплом Міжнародного олімпійського комітету «Кращий тренер Європи серед жінок»
- 2012 — Орден княгині Ольги I ступеня[9]